# Música da Mauritânia

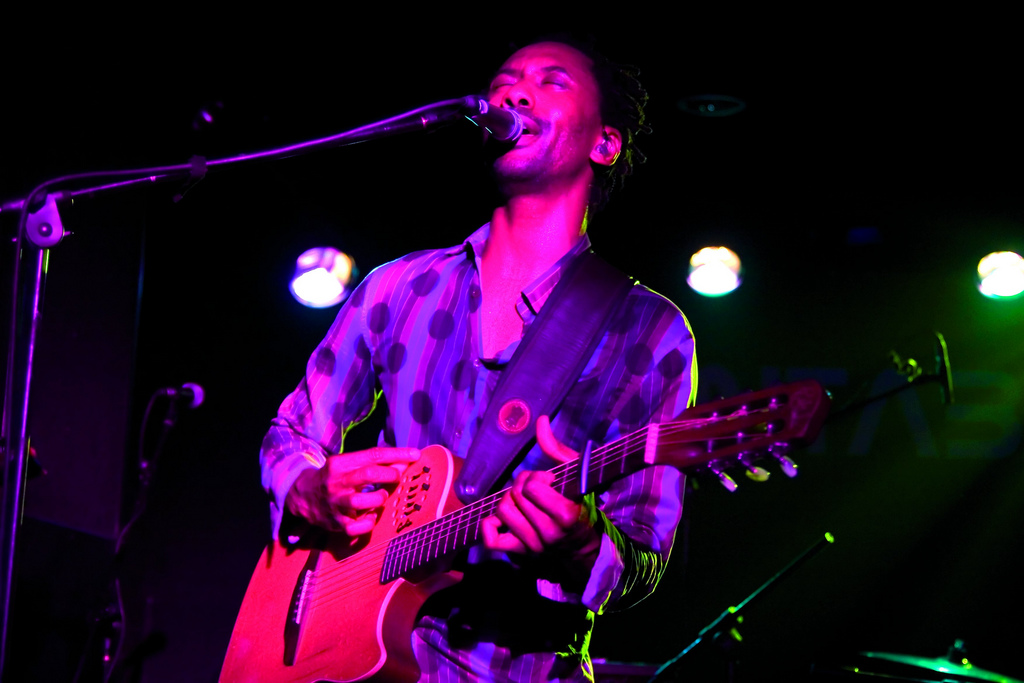
Daby Touré, cantor mauritano, no Cines del Sur 2007

O maior grupo étnico da Mauritânia são os mouros. Na sociedade árabe os músicos ocupam a menor casta, iggawin. Músicos desta casta usaram canção para louvar guerreiros prósperos bem como os seus patronos. Os Iggawin também tiveram o seu papel tradicional de mensageiros, espalhando notícias entre aldeias. Na moderna Mauritânia, músicos profissionais são pagos por qualquer pessoa por apresentação; Os patronos afluentes às vezes gravam o entretenimento, e então considera-se que eles, e não os próprios músicos, possuem a gravação.

## Instrumentos
Instrumentos tradicionais incluem um alaúde de quatro de cordas uma forma de ampulheta chamado de tidinit e da mulher corá como Ardin. Instrumentos de percussão incluem a tbal (uma kettle drum) e daghumma (um guizo).

## Tipos de música Mauritaniana
Existem três "formas" para tocar música na tradição da Mauritânia:
- Al-bayda - o caminho branco, associado com música delicada e refinada, e o Bidan (mouros da dinastia Norte africana)
- Al-kahla - o caminho preto, associado com raízes e música masculina, e o Haratin (mouros da dinastia Subsariana)
- l'-gnaydiya - o caminho variado ou "mosqueado"

A música progride por cinco Modos (um sistema com origens na Música árabe): karr, fagu (both black), lakhal, labyad (both white, e correspondente a um período de vida de alguém ou uma emoção) e lebtyat (branco, um modo espiritual que se relaciona a vida após a morte). Há novos submodos, forma para um sistema complicado, um com o qual quase todos os músicos masculinos se conformam. Os músicos femininos são raros e não são ligados pelo mesmo conjunto de regras.

## Músicos
Apesar da raridade dos músicos do sexo feminino na Mauritânia, o mais famoso músico mouro é uma mulher, Dimi Mint Abba. Os pais de Dimi eram ambos músicos (seu pai foi convidado a compor o Hino Nacional da Mauritânia), e ela começou a tocar em uma idade precoce.
Sua carreira começou em 1976, quando ela cantou no rádio e, depois, concorreu, no ano seguinte, no Umm Kalthum Contest em Tunis. Parece haver uma falta da influência Ocidental.
Outro músico popular feminino é Malouma, quem é também uma ativista social respeitada.